# Lesmone porcia
Lesmone porcia là một loài bướm đêm trong họ Erebidae.